# Costa Ricaans voetbalelftal in 2014
Het Costa Ricaans voetbalelftal speelde in totaal zestien officiële interlands in het jaar 2014, waaronder vijf wedstrijden bij het WK voetbal 2014 in Brazilië. De ploeg onder leiding van de Colombiaan Jorge Luis Pinto werd in de kwartfinales na strafschoppen uitgeschakeld door Nederland. Na afloop van het toernooi nam Pinto afscheid. Hij werd opgevolgd door oud-international Paulo Wanchope. Op de in 1993 geïntroduceerde FIFA-wereldranglijst steeg Costa Rica in 2014 van de 32ste (januari 2014) naar de 16de plaats (december 2014).

## Balans
| Wedstrijden | Wedstrijden | Wedstrijden | Wedstrijden | Doelpunten | Doelpunten | Doelpunten | Punten |
| Gespeeld    | Winst       | Gelijk      | Verlies     | Voor       | Tegen      | Saldo      | Punten |
| ----------- | ----------- | ----------- | ----------- | ---------- | ---------- | ---------- | ------ |
| 16          | 7           | 6           | 3           | 23         | 19         | +4         | 1.250  |

## Interlands
|                                                                 |                                                                             |       |            |                                                                                                |
| 22 januari Vriendschappelijk № 613 «onderlinge duels» 20:00 uur | Chili                                                                       | 4 – 0 | Costa Rica | Francisco Sánchez Rumoroso, Coquimbo Toeschouwers: 15.000 Scheidsrechter: Mauro Vigliano (ARG) |
| 22 januari Vriendschappelijk № 613 «onderlinge duels» 20:00 uur | Miiko Albornoz 13' Pablo Hernández 51' Pablo Hernández 54' Carlos Muñoz 79' |       |            | Francisco Sánchez Rumoroso, Coquimbo Toeschouwers: 15.000 Scheidsrechter: Mauro Vigliano (ARG) |

|                                                                 |            |                  |            |                                                                                            |
| 25 januari Vriendschappelijk № 614 «onderlinge duels» 20:00 uur | Costa Rica | 0 – 1            | Zuid-Korea | Memorial Coliseum, Los Angeles Toeschouwers: 15.000 Scheidsrechter: Baldomero Toledo (USA) |
| 25 januari Vriendschappelijk № 614 «onderlinge duels» 20:00 uur |            | 9' Kim Shin-Wook |            | Memorial Coliseum, Los Angeles Toeschouwers: 15.000 Scheidsrechter: Baldomero Toledo (USA) |

|                                                              |                                      |       |                   |                                                                                        |
| 5 maart Vriendschappelijk № 615 «onderlinge duels» 21:00 uur | Costa Rica                           | 2 – 1 | Paraguay          | Estadio Nacional, San José Toeschouwers: 10.000 Scheidsrechter: Alejandro Castro (ARG) |
| 5 maart Vriendschappelijk № 615 «onderlinge duels» 21:00 uur | Joel Campbell 45' Álvaro Saborio 73' |       | 87' Gustavo Gómez | Estadio Nacional, San José Toeschouwers: 10.000 Scheidsrechter: Alejandro Castro (ARG) |

|                                                             |                |       |                                                           |                                                                                 |
| 2 juni Vriendschappelijk № 616 «onderlinge duels» 20:00 uur | Costa Rica     | 1 – 3 | Japan                                                     | Raymond James Stadium, Tampa Toeschouwers: ?? Scheidsrechter: Chris Penso (USA) |
| 2 juni Vriendschappelijk № 616 «onderlinge duels» 20:00 uur | Bryan Ruiz 31' |       | 60' Yasuhito Endō 80' Shinji Kagawa 90' Yoichiro Kakitani | Raymond James Stadium, Tampa Toeschouwers: ?? Scheidsrechter: Chris Penso (USA) |

|                                                             |                         |       |                 |                                                                         |
| 6 juni Vriendschappelijk № 617 «onderlinge duels» 20:00 uur | Costa Rica              | 1 – 1 | Ierland         | PPL Park, Chester Toeschouwers: 7.000 Scheidsrechter: Raúl Castro (HON) |
| 6 juni Vriendschappelijk № 617 «onderlinge duels» 20:00 uur | Celso Borges 64' (pen.) |       | 18' Colin Doyle | PPL Park, Chester Toeschouwers: 7.000 Scheidsrechter: Raúl Castro (HON) |

| WK voetbal 2014 |
| --------------- |

|                                                                         |                           |       |                                                    |                                                                            |
| 14 juni WK-eindronde Groep D № 618 «onderlinge duels» 17:00 uur (UTC−3) | Uruguay                   | 1 – 3 | Costa Rica                                         | Castelão, Fortaleza Toeschouwers: 58.679 Scheidsrechter: Felix Brych (GER) |
| 14 juni WK-eindronde Groep D № 618 «onderlinge duels» 17:00 uur (UTC−3) | Edinson Cavani 24' (pen.) |       | 54' Joel Campbell 57' Óscar Duarte 84' Marco Ureña | Castelão, Fortaleza Toeschouwers: 58.679 Scheidsrechter: Felix Brych (GER) |

|                                                                         |        |                |            |                                                                                   |
| 20 juni WK-eindronde Groep D № 619 «onderlinge duels» 13:00 uur (UTC−3) | Italië | 0 – 1          | Costa Rica | Arena Pernambuco, Recife Toeschouwers: 40.285 Scheidsrechter: Enrique Osses (CHI) |
| 20 juni WK-eindronde Groep D № 619 «onderlinge duels» 13:00 uur (UTC−3) |        | 44' Bryan Ruiz |            | Arena Pernambuco, Recife Toeschouwers: 40.285 Scheidsrechter: Enrique Osses (CHI) |

|                                                                         |            |       |          |                                                                                             |
| 24 juni WK-eindronde Groep D № 620 «onderlinge duels» 13:00 uur (UTC−3) | Costa Rica | 0 – 0 | Engeland | Estádio Mineirão, Belo Horizonte Toeschouwers: 57.823 Scheidsrechter: Djamel Haimoudi (ALG) |
| 24 juni WK-eindronde Groep D № 620 «onderlinge duels» 13:00 uur (UTC−3) |            |       |          | Estádio Mineirão, Belo Horizonte Toeschouwers: 57.823 Scheidsrechter: Djamel Haimoudi (ALG) |

|                                                                                |                                                                        |       |                                                                                |                                                                                  |
| 29 juni WK-eindronde Achtste finale № 621 «onderlinge duels» 17:00 uur (UTC−3) | Costa Rica                                                             | 1 – 1 | Griekenland                                                                    | Arena Pernambuco, Recife Toeschouwers: 41.242 Scheidsrechter: Ben Williams (AUS) |
| 29 juni WK-eindronde Achtste finale № 621 «onderlinge duels» 17:00 uur (UTC−3) | Bryan Ruiz 52'                                                         |       | 90+1' Sokratis Papastathopoulos                                                | Arena Pernambuco, Recife Toeschouwers: 41.242 Scheidsrechter: Ben Williams (AUS) |
| 29 juni WK-eindronde Achtste finale № 621 «onderlinge duels» 17:00 uur (UTC−3) | Strafschoppen                                                          |       |                                                                                | Arena Pernambuco, Recife Toeschouwers: 41.242 Scheidsrechter: Ben Williams (AUS) |
| 29 juni WK-eindronde Achtste finale № 621 «onderlinge duels» 17:00 uur (UTC−3) | Celso Borges Bryan Ruiz Giancarlo González Joel Campbell Michael Umaña | 5 – 3 | Konstantinos Mitroglou Lazaros Christodoulopoulos José Holebas Theofanis Gekas | Arena Pernambuco, Recife Toeschouwers: 41.242 Scheidsrechter: Ben Williams (AUS) |

|                                                                            |                                                         |       |                                                                            |                                                                                       |
| 5 juli WK-eindronde Kwartfinale № 622 «onderlinge duels» 17:00 uur (UTC−3) | Nederland                                               | 0 – 0 | Costa Rica                                                                 | Arena Fonte Nova, Salvador Toeschouwers: 51.179 Scheidsrechter: Ravshan Irmatov (UZB) |
| 5 juli WK-eindronde Kwartfinale № 622 «onderlinge duels» 17:00 uur (UTC−3) |                                                         |       |                                                                            | Arena Fonte Nova, Salvador Toeschouwers: 51.179 Scheidsrechter: Ravshan Irmatov (UZB) |
| 5 juli WK-eindronde Kwartfinale № 622 «onderlinge duels» 17:00 uur (UTC−3) | Strafschoppen                                           |       |                                                                            | Arena Fonte Nova, Salvador Toeschouwers: 51.179 Scheidsrechter: Ravshan Irmatov (UZB) |
| 5 juli WK-eindronde Kwartfinale № 622 «onderlinge duels» 17:00 uur (UTC−3) | Robin van Persie Arjen Robben Wesley Sneijder Dirk Kuyt | 4 – 3 | Celso Borges Bryan Ruiz Giancarlo González Christian Bolaños Michael Umaña | Arena Fonte Nova, Salvador Toeschouwers: 51.179 Scheidsrechter: Ravshan Irmatov (UZB) |

|  |  |  |  |  |  |  |  |  |

|                                                            |                                                           |       |           |                                                                    |
| 3 september Kwalificatie Gold Cup № 623 «onderlinge duels» | Costa Rica                                                | 3 – 0 | Nicaragua | RFK Stadium, Washington D.C. Scheidsrechter: Oscar Velasquez (PAR) |
| 3 september Kwalificatie Gold Cup № 623 «onderlinge duels» | Celso Borges 39' (pen.) Marco Ureña 49' Johan Venegas 86' |       |           | RFK Stadium, Washington D.C. Scheidsrechter: Oscar Velasquez (PAR) |

|                                                            |                                    |       |                                  |                                                        |
| 7 september Kwalificatie Gold Cup № 624 «onderlinge duels» | Costa Rica                         | 2 – 2 | Panama                           | Cotton Bowl, Dallas Scheidsrechter: Joel Aguilar (ESA) |
| 7 september Kwalificatie Gold Cup № 624 «onderlinge duels» | Johan Venegas 81' Celso Borges 87' |       | 51' Blas Pérez 71' Roberto Nurse | Cotton Bowl, Dallas Scheidsrechter: Joel Aguilar (ESA) |

|                                                             |                        |       |                                |                                                                                         |
| 13 september Kwalificatie Gold Cup № 625 «onderlinge duels» | Guatemala              | 1 – 2 | Costa Rica                     | Los Angeles Memorial Coliseum, Los Angeles Scheidsrechter: Roberto Moreno Salazar (PAN) |
| 13 september Kwalificatie Gold Cup № 625 «onderlinge duels» | Carlos Ruíz 25' (pen.) |       | 29' Bryan Ruiz 56' Juan Bustos | Los Angeles Memorial Coliseum, Los Angeles Scheidsrechter: Roberto Moreno Salazar (PAN) |

|                                                       |                                                                 |       |                                                                   |                                                                                 |
| 10 oktober Vriendschappelijk № 626 «onderlinge duels» | Oman                                                            | 3 – 4 | Costa Rica                                                        | Sultan Qaboos Sports Complex, Masqat Scheidsrechter: Salah Abbas Alabbasi (BHR) |
| 10 oktober Vriendschappelijk № 626 «onderlinge duels» | Raed Ibrahim Saleh 27' Mohammed Al Siyabi 54' Amad Al Hosni 59' |       | 4' Álvaro Saborio 45' John Ruiz 47' Juan Bustos 50' David Ramírez | Sultan Qaboos Sports Complex, Masqat Scheidsrechter: Salah Abbas Alabbasi (BHR) |

|                                                       |                   |       |                                                    |                                                                     |
| 13 oktober Vriendschappelijk № 627 «onderlinge duels» | Zuid-Korea        | 1 – 3 | Costa Rica                                         | Seoul World Cupstadion, Seoel Scheidsrechter: Alireza Faghani (IRN) |
| 13 oktober Vriendschappelijk № 627 «onderlinge duels» | Lee Dong-gook 45' |       | 37' Celso Borges 47' Celso Borges 78' Óscar Duarte | Seoul World Cupstadion, Seoel Scheidsrechter: Alireza Faghani (IRN) |

|                                                                  |                                                     |       |                                                     |                                                                                          |
| 13 november Vriendschappelijk № 628 «onderlinge duels» 20:00 uur | Uruguay                                             | 3 – 3 | Costa Rica                                          | Estadio Centenario, Montevideo Toeschouwers: 35.000 Scheidsrechter: Germán Delfino (ARG) |
| 13 november Vriendschappelijk № 628 «onderlinge duels» 20:00 uur | Luis Suárez 50' José Giménez 64' Edinson Cavani 67' |       | 42' Álvaro Saborio 51' Bryan Ruiz 90' Johan Venegas | Estadio Centenario, Montevideo Toeschouwers: 35.000 Scheidsrechter: Germán Delfino (ARG) |

## FIFA-wereldranglijst
| JAN | FEB | MAR | APR | MEI | JUN | JUL | AUG | SEP | OKT | NOV | DEC |
| --- | --- | --- | --- | --- | --- | --- | --- | --- | --- | --- | --- |
| 32  | 35  | 34  | 34  | 34  | 28  | 16  | 15  | 15  | 16  | 16  | 16  |

## Statistieken
| Keylor Navas         | 1986-12-15 | Real Madrid           | 10 | 0 | 0 |    |   |
| Patrick Pemberton    | 1982-04-24 | LD Alajuelense        | 4  | 1 | 0 |    |   |
| Esteban Alvarado     | 1989-04-28 | AZ Alkmaar            | 1  | 0 | 0 |    |   |
| Leonel Moreira       | 1990-04-04 | CS Herediano          | 1  | 0 | 0 |    |   |
| Verdediging          |            |                       |    |   |   |    |   |
| Júnior Díaz          | 1983-09-12 | 1. FSV Mainz 05       | 11 | 0 | 0 |    |   |
| Óscar Duarte         | 1989-06-03 | Club Brugge           | 10 | 1 | 2 |    |   |
| Cristian Gamboa      | 1989-10-24 | West Bromwich Albion  | 10 | 0 | 0 |    |   |
| Michael Umaña        | 1982-07-16 | Persepolis FC         | 10 | 0 | 0 |    |   |
| Giancarlo González   | 1988-02-08 | US Palermo            | 9  | 0 | 0 |    |   |
| Roy Miller           | 1984-11-24 | New York Red Bulls    | 6  | 2 | 0 |    |   |
| Johnny Acosta        | 1983-07-21 | LD Alajuelense        | 5  | 4 | 0 |    |   |
| Dave Myrie           | 1988-06-01 | CS Herediano          | 4  | 2 | 0 |    |   |
| Christopher Meneses  | 1990-05-02 | IFK Norrköping        | 4  | 0 | 0 |    |   |
| Porfirio López       | 1985-09-10 | LD Alajuelense        | 1  | 1 | 0 |    |   |
| Pablo Salazar        | 1982-11-21 | CF Mérida             | 1  | 0 | 0 |    |   |
| Felicio Brown Forbes | 1991-08-28 | FK Oefa               | 0  | 1 | 0 |    |   |
| Middenveld           |            |                       |    |   |   |    |   |
| Celso Borges         | 1988-05-27 | Deportivo La Coruña   | 13 | 0 | 5 |    |   |
| Yeltsin Tejada       | 1992-03-17 | Évian Thonon Gaillard | 12 | 0 | 0 |    |   |
| José Cubero          | 1987-02-14 | Blackpool             | 5  | 7 | 0 |    |   |
| Cristian Bolaños     | 1984-05-17 | Al-Gharafa            | 5  | 2 | 0 |    |   |
| Johan Venegas        | 1988-11-27 | LD Alajuelense        | 2  | 4 | 3 |    |   |
| Juan Bustos          | 1992-07-09 | CD Saprissa           | 2  | 3 | 2 |    |   |
| Johan Condega        | 1984-03-15 | CS Cartaginés         | 2  | 0 | 0 |    |   |
| Esteban Granados     | 1985-10-25 | CS Herediano          | 1  | 2 | 0 |    |   |
| Armando Alonso       | 1984-03-21 | LD Alajuelense        | 1  | 1 | 0 |    |   |
| Carlos Hernández     | 1982-04-09 | Dempo Sports Club     | 1  | 1 | 0 | 40 | 7 |
| Pablo Herrera        | 1987-02-14 | CS Cartaginés         | 1  | 1 | 0 |    |   |
| Heiner Mora          | 1984-06-20 | CD Saprissa           | 1  | 0 | 0 |    |   |
| Rodney Wallace       | 1988-06-17 | Portland Timbers      | 1  | 0 | 0 |    |   |
| Michael Barrantes    | 1983-10-04 | Aalesunds FK          | 0  | 3 | 0 |    |   |
| Mauricio Castillo    | 1987-06-19 | CS Cartaginés         | 0  | 1 | 0 |    |   |
| Ariel Rodríguez      | 1986-04-22 | LD Alajuelense        | 0  | 1 | 0 | 15 | 0 |
| Aanval               |            |                       |    |   |   |    |   |
| Bryan Ruiz           | 1985-08-18 | Fulham FC             | 12 | 0 | 5 |    |   |
| Joel Campbell        | 1992-06-26 | Villarreal CF         | 12 | 0 | 2 |    |   |
| Marco Ureña          | 1990-03-05 | FC Midtjylland        | 5  | 6 | 2 |    |   |
| David Ramírez        | 1993-05-28 | Évian Thonon Gaillard | 4  | 2 | 1 |    |   |
| Randall Brenes       | 1983-08-13 | CS Cartaginés         | 3  | 4 | 0 |    |   |
| Álvaro Saborío       | 1982-03-25 | Real Salt Lake        | 2  | 2 | 3 |    |   |
| John Jairo Ruiz      | 1994-01-10 | KV Oostende           | 1  | 2 | 1 |    |   |
| Kenny Cunningham     | 1985-06-07 | Wellington Phoenix    | 1  | 1 | 0 |    |   |
| Jonathan McDonald    | 1987-10-28 | LD Alajuelense        | 1  | 1 | 0 |    |   |
| Jairo Arrieta        | 1983-08-25 | Columbus Crew         | 1  | 0 | 0 |    |   |
| Diego Calvo          | 1991-03-25 | LD Alajuelense        | 0  | 2 | 0 | 10 | 1 |
| Mayron George        | 1993-10-23 | OF Irakliou           | 0  | 2 | 0 |    |   |
| Jonathan Moya        | 1992-01-06 | CD Saprissa           | 0  | 1 | 0 |    |   |

FEDEFUTBOL · A-internationals · Selecties · Bondscoaches · Costa Ricaans vrouwenelftal · Costa Rica U21 · Costa Rica U20 · Costa Rica U19 · Costa Rica U18 · Costa Rica U17
1920 – 1949 ·
1950 – 1969 ·
1970 – 1979 ·
1980 – 1989 ·
1990 – 1999 ·
2000 – 2009 ·
2010 – 2019 ·
2020 − 2029
Copa América 1997 · 
Copa América 2001 · 
Copa América 2004 · 
Copa América 2011 · 
Copa América 2016
WK 1990 · 
WK 2002 · 
WK 2006 · 
WK 2014 · 
WK 2018
OS 1980 · 
OS 1984 · 
OS 2004
1921 · 
1922–1929 · 
1930 · 
1931–1934 · 
1935 · 
1936–1937 · 
1938 · 
1939 · 
1940 · 
1941 · 
1942 · 
1943 · 
1944–1945 · 
1946 · 
1947 · 
1948 · 
1949 · 
1950 · 
1951 · 
1952 · 
1953 · 
1954 · 
1955 · 
1956 · 
1957 · 
1958 · 
1959 · 
1960 · 
1961 · 
1962 · 
1963 · 
1964 · 
1965 · 
1966 · 
1967 · 
1968 · 
1969 · 
1970 · 
1971 · 
1972 · 
1973 · 
1974–1975 · 
1976 · 
1977–1978 · 
1979 · 
1980 · 
1981–1982 · 
1983 · 
1984 · 
1985 · 
1986 · 
1987 · 
1988 · 
1989 · 
1990 · 
1991 · 
1992 · 
1993 · 
1994 · 
1995 · 
1996 · 
1997 · 
1998 · 
1999 · 
2000 · 
2001 · 
2002 · 
2003 · 
2004 · 
2005 · 
2006 · 
2007 · 
2008 · 
2009 · 
2010 · 
2011 · 
2012 · 
2013 · 
2014 · 
2015 · 
2016 · 
2017 ·
2018 ·
2019 ·
2020 ·
2021 ·
2022 ·
2023 ·
2024
Argentinië ·
Aruba ·
Australië ·
Barbados ·
België ·
Belize ·
Bermuda ·
Bolivia ·
Bosnië en Herzegovina ·
Brazilië ·
Canada ·
Chili ·
China ·
Colombia ·
Cuba ·
Curaçao ·
Dominicaanse Republiek ·
Duitsland ·
Ecuador ·
El Salvador ·
Engeland ·
Finland ·
Frankrijk ·
Grenada ·
Griekenland ·
Guatemala ·
Guyana ·
Haïti ·
Honduras ·
Hongarije ·
Ierland ·
Iran ·
Italië ·
Jamaica ·
Japan ·
Joegoslavië ·
Kameroen ·
Marokko ·
Mexico ·
Nederland ·
Nederlandse Antillen ·
Nicaragua ·
Nieuw-Zeeland ·
Nigeria ·
Noord-Ierland ·
Noorwegen ·
Oekraïne ·
Oezbekistan ·
Oman ·
Oostenrijk ·
Panama ·
Paraguay ·
Peru ·
Polen ·
Puerto Rico ·
Qatar ·
Rusland ·
Saint Kitts en Nevis ·
Saint Vincent en de Grenadines ·
Saoedi-Arabië ·
Schotland ·
Servië ·
Slowakije ·
Sovjet-Unie ·
Spanje ·
Suriname ·
Trinidad en Tobago ·
Tsjechië ·
Tsjecho-Slowakije ·
Tunesië ·
Turkije ·
Uruguay ·
Venezuela ·
Verenigde Arabische Emiraten ·
Verenigde Staten ·
Wales ·
Zuid-Afrika ·
Zuid-Korea ·
Zweden ·
Zwitserland
Brazilië (2018) ·
China (2002) · 
Duitsland (2006) · 
Ecuador (2006) · 
Engeland (2014) · 
Griekenland (2014) · 
Italië (2014) ·
Nederland (2014) · 
Polen (2006) · 
Servië (2018) ·
Spanje (2022) ·
Turkije (2002) · 
Uruguay (2014) ·
Zwitserland (2018)